# 俄罗斯苏维埃联邦社会主义共和国内务人民委员部
俄罗斯苏维埃联邦社会主义共和国内务人民委员部是俄罗斯苏维埃联邦社会主义共和国在1917-1930年和1937-1946年负责内政的中央政府部委。

## 历史
1917年11月8日，根据第二次全俄工人与士兵代表苏维埃代表大会通过的《关于设立人民委员部》的法令，成立苏维埃俄国内务人民委员部。阿列克谢·伊万诺维奇·李可夫任内务人民委员。1917年11月10日，内务人民委员签发了《关于工人民警》的决议，成为创建民警的法律依据，因此11月10日后来成为苏联“民警日”，但当时还没有一个管理民警的职能机构。1917年11月11日，成立工农民警中央办公室。在克伦斯基临时政府旧内务部的基础上，逐渐形成了内务人民委员部机关。1917年11月17日，格里戈里·伊万诺维奇·彼得罗夫斯基继任内务人民委员。苏俄人民委员会指定捷尔任斯基、彼得格勒肃反委员会领导人马丁·伊万诺维奇·拉蒂斯、彼得格勒革命军事委员会委员约瑟夫·斯坦尼斯拉沃维奇·温什利希特、彼得格勒肃反委员会领导人摩西·索洛蒙诺维奇·乌里茨基为内务人民委员会委员。
苏维埃政权成立初期，内务人民委员会的主要职责是：
- 基层政权建设：组织、选拔人员和掌控地方苏维埃的活动；
- 掌控地方执行中央政府的法令；
- 保护“革命秩序”，保障公民安全；
- 行政管理民警的业务、财务和经济活动，判决执行，消防；
- 公用事业管理

1917年12月7日成立的全俄肃清反革命及怠工非常委员会（“契卡”）与内务人民委员会分别独立隶属于苏俄人民委员会。
1918年7月，内务人民委员会内设工作机构包括：地方政权司、地方经济司、财务司、外事司、医疗单位管理局、兽医局、办公厅、新闻局、审计委员会。1918年8月1日，工农民警中央办公室改为苏维埃工农民警总局，隶属于苏俄内务人民委员部。1918年10月7日，苏维埃工农民警总局改为苏俄内务人民委员部民警总局。
1919年3月30日，捷尔任斯基为第三任内务人民委员，兼任全俄肃反委员会主席。
1922年2月6日，全俄中央执行委员会通过了关于撤销全俄肃反委员会和组建苏维埃俄罗斯内务人民委员部下属的国家政治保卫局的法令。民警和国家安全机构的管理归属到同一个部。
1922年5月4日，全俄中央执行委员会和俄罗斯苏维埃联邦社会主义共和国人民委员会颁布《俄罗斯联邦社会主义共和国内务人民委员部条例》，人民委员部包括以下机构：
- 组织和行政管理局；
- 民警总局；
- 劳改总局；
- 人口疏散中央办公室；
- 公用事业管理总局；
- 事务管理局。

直到1923年，人民委员部的地方机构隶属于省、县、乡的地方苏维埃执行委员会。
1923年8月，亚历山大·格奥尔基耶维奇·别洛博罗多夫出任苏俄内务人民委员。1923年8月13日，撤销了俄罗斯苏维埃社会主义联邦共和国内务人民委员部民警总局，设立俄罗斯苏维埃社会主义共和国内务人民委员部下辖的中央行政管理局。1923年11月15日，苏联中央执行委员会主席团决定将苏俄内务人民委员会下辖的国家政治保卫局改为直属于苏联人民委员会的国家政治保卫总局。1923年，苏俄人民委员部的内设机构包括：
- 事务管理局：总务处、测绘处、财务处、经济处、统计处、秘书处
- 中央行政管理局：行政处、民警处、刑侦处、秘书处、中央警犬繁育所
- 监所管理总局：行政和狱政局、工作和运营局、经济和供应局、秘书处
- 公用事业总局：综合局、信息和组织局、住房局、预算局、公用事业局、景观局、土地管理局、消防局、科学和技术委员会
- 俄罗斯-乌克兰代表团
- 俄罗斯-乌克兰-波兰混合遣返委员会

1927年3月28日，苏俄内务人民委员部条例批准实行，主要履行一般行政监督和维护秩序和安全的职能。此时，人民委员部负责警察、刑事调查、人口登记、社区事务和监所。人民委员部监督政府的一般行政、保护革命秩序和公共安全的政令和命令的执行，为公民到苏联境外旅行签发出境护照和出境签证，负责民事登记，执行特殊物品和物资销售的行政监督权，监督最基层政权的活动。人民委员部直接从事刑事犯罪的搜查和侦查、罪犯登记、犯罪研究、涉及劳改政策的所有问题的研究等工作。
1927年12月31日，撤销了中央行政管理局，取而代之的是民警局、刑事侦查局、行政监察局。1928年1月，弗拉基米尔·尼古拉耶维奇·托尔马乔夫被任命为苏俄内务人民委员。
1930年3月19日，苏俄内务人民委员部内设机构有：部务委员会、民警局、事务和行政系统的组织和行政局、刑事调查局、财务局。内务人民委员部管辖的监所管理总局和公用事业管理总局是独立的。
1930年12月15日，根据苏联中央执行委员会和苏联人民委员会的《关于解散联盟和自治共和国内务人民委员部》的决议，1930年12月31日全俄中央执行委员会和俄罗斯苏维埃联邦社会主义共和国人民委员会通过了《关于解散俄罗斯联邦内务人民委员部和各自治共和国内务人民委员部的相关措施》的决议，设立俄罗斯苏维埃联邦社会主义共和国人民委员会工农民警总局、刑事侦查总局。与此同时，苏联中央执行委员会和苏联人民委员会通过了一项秘密决议《关于民警和刑事侦查部门接受国家政治保卫总局的领导》，国家政治保卫总局及其地方机构获得了任命、调动和解雇民警和刑事调查人员的权力。全俄中央执行委员会主席团和自治共和国中央执行委员会受托管理苏联公民入籍、赴境外护照的签发、与宗教信仰有关的事务、非盈利社团活动、被剥夺投票权的人的账户、民事状态行登记机构业务管理。监所管理、流放与强制劳动等工作移交给俄罗斯联邦司法人民委员部管辖；分配后备民警的工作以及劳动、马车勤务等问题移交给苏俄劳动人民委员部。
1931年2月10日，全俄中央执行委员会主席团解除了托尔马乔夫的内务人民委员职务。1932年12月27日，根据新修订的《工农民警条例》，俄罗斯苏维埃联邦社会主义共和国人民委员会工农民警总局正式转隶苏联国家政治保卫总局，其他各加盟共和国的工农民警总局仍隶属于加盟共和国人民委员会。
缅任斯基去世后，1934年7月10日设立苏联内务人民委员部，辖国家政治保卫总局与工农民警总局。1937年1月21日新的《俄罗斯苏维埃联邦社会主义共和国宪法》获得通过，恢复了苏俄内务人民委员部。然而，内务人民委员一职空缺。